# Топал Олександр Степанович
Олекса́ндр Степа́нович Топал (21 грудня 1981 — 16 серпня 2014) — сержант Збройних Сил України, учасник російсько-української війни.

## Життєвий шлях
Народився 1981 року в смт Тарутине (Одеська область). Навчався в тарутинській школі; закінчив ЗОШ села Веселий Кут на Одещині.
У 2000—2002 роках пройшов строкову військову службу в ЗС України. Служив водієм-механіком, з листопада 2001 по травень 2002 року — командир автомобільного відділення 467-ї автомобільної ремонтної майстерні військ протиповітряної оборони. З 2002 року працював у Тарутинському районному відділі міліції, потім — у приватних структурах.
Від 19 листопада 2013 року служив за контрактом — командир бойової машини — командир 2-го механізованого відділення 1-го механізованого взводу 2-ї механізованої роти 1-го механізованого батальйону 28-ї ОМБр. Проходив навчання у 184-му навчальному центрі Академії сухопутних військ імені гетьмана Петра Сагайдачного.
З червня 2014 року перебував у зоні бойових дій. Загинув 16 серпня 2014-го під час обстрілу терористами з РСЗВ «Град» біля села Благодатне на Донеччині. Тоді ж полягли Віктор Булавенко, Олександр Друзь, Костянтин Костенко, Микола Прудій й Олександр Цибульський.
Залишились мама Тетяна Григорівна, дружина Любов Володимирівна та двоє дітей — Вікторія 2010 р.н. та Максим 2011 р.н.
22 серпня 2014 року похований у смт Тарутине на Одещині.

## Нагороди
За особисту мужність і героїзм, виявлені у захисті державного суверенітету та територіальної цілісності України, вірність військовій присязі під час російсько-української війни, відзначений — нагороджений
- орденом «За мужність» III ступеня (15.5.2015, посмертно)

## Вшанування
- Пам'ять військовослужбовця вшановано на Меморіальному комплексі у смт Тарутине на Одещині[1].
- Його портрет розміщений на меморіалі «Стіна пам'яті полеглих за Україну» в Києві: секція 2, ряд 8, місце 35.
- Вшановується 16 серпня на щоденному ранковому церемоніалі вшанування українських захисників, які загинули цього дня в різні роки внаслідок російської збройної агресії[2]